# Heathfield (banlieue du Cap)
Pour les articles homonymes, voir Heathfield.
Heathfield (champs de bruyère en français) est une banlieue du sud-est de la ville du Cap en Afrique du Sud. 

## Localisation
Heathfield se situe au nord du quartier de Retreat, au sud de ceux de Plumstead et Elfindale et est séparé de Bergvliet et de main road (M4) par le secteur sud du quartier de Diep River.

## Démographie
Selon le recensement de 2011, Heathfield compte 4 649 résidents, principalement issu de la communauté coloured (65,13 %). Les blancs représentent 20,69 % des résidents tandis que les noirs, population majoritaire dans le pays, ne sont que 11,85 % des habitants.
Les habitants sont à 82,97 % de langue maternelle anglaise, à 9,86 % de langue maternelle afrikaans et à 0,69 % de langue maternelle xhosa.

## Politique
Situé dans le 20e arrondissement (subcouncil) du Cap, Heathfield se partage entre 3 wards acquis politiquement à l'Alliance démocratique (2016-2021) : 
- le ward 71 : Kirstenhof - Tokai - Heathfield - Westlake - Steenberg (partiellement) - Lakeside (partiellement) - Retreat (partiellement) - Bergvliet (partiellement) - Constantia (partiellement) [2]
- le ward 72 : Elfindale - Heathfield (est de la ligne de chemin de fer jusqu'à Main Road) - Steenberg (partiellement)- Retreat (partiellement) - Southfield (partiellement)[3]
- le ward 73 : Meadowridge - Heathfield (ouest de la ligne de chemin de fer) - Bergvliet (partiellement) - Southfield (partiellement) - Constantia (partiellement) - Diep River - Plumstead (partiellement) [4]